# Bogosari
Bogosari is een bestuurslaag in het regentschap Demak van de provincie Midden-Java, Indonesië. Bogosari telt 5885 inwoners (volkstelling 2010).